# Yusuke Omi
Yusuke Omi (近江 友介, Omi Yusuke, né le 26 décembre 1946 à Tokyo au Japon) est un footballeur japonais.